# 小宮山昌秀
小宮山 昌秀（こみやま まさひで、1764年（明和元年）- 1840年4月4日（天保11年3月2日））は、江戸時代中期から後期にかけての農学者、儒学者、水戸藩士。字は子実。号は楓軒。通称は次郎衛門、後に造酒之介。孫に小宮山綏介（南梁）がいる。

## 経歴・人物
小宮山東湖（正徳）の長男として生まれ、水戸藩士となる。  
若くして立原翠軒の門人となり、儒学を学んだ。1783年（天明3年）、彰考館の役員となり農学や歴史学など多彩な学問を習得し、同時期に『大日本史』の編纂に携わった。1799年（寛政11年）には郡奉行に赴任し、常陸国鹿島郡紅葉村（茨城県鹿島郡巴村、鉾田町を経て、現在は鉾田市）に住み、21年もの間に窮民への救済を実施する等日本おける農地改革に貢献した。
また、同時期に徳川斉昭の側用人および町奉行も務めた。
1918年（大正7年）、正五位を追贈された。

## 主な著作物
- 『楓軒文書纂』
- 『農政座右』
- 『垂統大記』

等の著書が存在した。